# Аббаси, Шахид Хакан
Шахид Хакан Аббаси (англ. Shahid Khaqan Abbasi; род. 27 декабря 1958, Карачи, Синд) — государственный и политический деятель Пакистана. С 1 августа 2017 года по 31 мая 2018
— премьер-министр страны.

## Биография
Родился 27 декабря 1958 года в пакистанском городе Карачи. Его отец Хакан Аббаси служил в военно-воздушных силах Пакистана, погиб при взрыве склада боеприпасов в лагере Оджхри 10 апреля 1988 года. Шахид Хакан окончил среднюю школу в Карачи, затем продолжил обучение в колледже Лоуренс г. Мюрри. После окончания колледжа переехал в Соединённые Штаты Америки, где поступил в Калифорнийский университет в Лос-Анджелесе. В 1985 году стал магистром в инженерном деле после окончания Университета Джорджа Вашингтона. В 1980-е годы работал инженером в нефтегазовом департаменте Саудовской Аравии, а затем вернулся в Пакистан после гибели отца.
В 1990-е годы был сенатором в парламенте Пакистана. С 1997 по 1999 год занимал должность председателя Пакистанских международных авиалиний. В октябре 1999 года в Пакистане произошёл военный переворот. Шахид Хакан Аббаси был снят с должности, осуждён и отбывал наказание в пенитенциарном заведении. В 2001 году вышел на свободу. В 2003 году основал частную авиакомпанию Air Blue. С 7 июня 2013 года по 28 июля 2017 года занимал должность министра нефти и природных ресурсов Пакистана. 29 июля 2017 года был назначен на 45 дней исполняющим обязанности премьер-министра страны после отставки Наваза Шарифа.